# Alexandre Martin
Alexandre Martin, conocido como Albert y apodado "el obrero Albert" (Bury, Oise, Francia, 1815-Mello, Oise, 1895), fue un político francés socialista de la Segunda República Francesa en 1848.

## Biografía
Su padre era agricultor, pero Albert aprendió el oficio de mecánico modelador con un tío suyo y dio la vuelta a Francia para perfeccionar su formación, siguiendo la tradición de los artesanos compagnons. Se instaló en París donde se afilió a algunas sociedades secretas de oposición al gobierno de Luis Felipe I. En 1840, fundó junto con otros obreros el periódico L'Atelier (El Taller), que editaban con su propio dinero. El aviso que encabezaba el periódico anunciaba que para ser miembro fundador era necesario vivir de su trabajo personal, ser introducido por dos de los primeros fundadores que garantizaran la moralidad del obrero, y que los "hombres de letras" solo podían ser colaboradores. Albert era uno de los editores anónimos que asumían la publicación.

### Revolución de 1848
Tomó las armas nada más estallar la Revolución de 1848 y luchó en las jornadas de los 23 y 24 de julio. Cuando los miembros del gobierno provisional de la República fueron nombrados por aclamación, Louis Blanc propuso el nombre de Albert, por su doble condición de obrero y periodista. En todos los documentos oficiales su nombre iba acompañado del calificativo "obrero", por lo que se le conoció rápidamente como "el obrero Albert". 
En las deliberaciones del gobierno provisional, Albert siempre votó a favor de las iniciativas de Louis Blanc. Cuando este fue nombrado presidente de la Comisión del Luxemburgo, encargada de definir una política laboral, Albert fue designado como vicepresidente. Fue elegido diputado a la asamblea constituyente por el departamento del Sena (París y sus alrededores) en las elecciones generales del 23 de abril de 1848, pero la revuelta del 15 de mayo de 1848 puso fin a su carrera política.
Ese día los manifestantes invadieron la Asamblea. Albert y Louis Blanc intentaron desde una ventana disuadir a los asaltantes que se amontonaban en las proximidades del edificio, pero su actitud fue interpretada como de incitación a la rebeldía, por lo que fue detenido mientras Louis Blanc conseguía escapar. Tras casi un año de encarcelamiento en el castillo de Vincennes, fue juzgado el 2 de abril de 1849 por la Corte de Bourges, un alto tribunal creado ex profeso para procesar a los insurrectos. En el juicio, denunció la dudosa competencia del tribunal y se negó a contestar a las preguntas y a defenderse. Fue condenado a la deportación y cumplió su pena primero en Doullens, luego en el penal de Belle-Île-en-Mer y finalmente en el penal de Tours.
Regresó a París tras la amnistía de 1859 y aceptó un modesto empleo en la compañía del gas. Tras la derrota francesa de Sedan en la guerra franco-prusiana, y la proclamación de la Tercera República el 4 de septiembre de 1870, el gobierno de defensa nacional le nombró miembro de la Comisión de las Barricadas, junto con Henri Rochefort, Jules Bastide, Schoelcher, Martin Bernard, Dréo, Floquet y Cournet. Se presentó a las elecciones generales del 8 de febrero de 1871 en las que los partidos conservadores y monárquicos se hicieron con la mayoría de los escaños, pero no fue elegido. Se retiró de la vida política y rechazó posteriormente varias ofertas para presentar su candidatura a la Asamblea Nacional y al Senado. Cuando falleció en 1895, el gobierno francés organizó un funeral de Estado y regaló la lápida de su tumba. Al año siguiente, dio su nombre a una calle del XIII Distrito de París.